# Рудківська міська рада
Рудківська міська рада — орган місцевого самоврядування у Самбірському районі Львівської області. Адміністративний центр — Рудківської міської громади.

## Загальні відомості
Рудківська міська рада утворена в 1939 році, коли село Рудки отримало статус міста. Територією ради протікає річка Вишенька.

## Населені пункти
Міській раді підпорядковані населені пункти:
- м. Рудки

- Підгайчиківська сільська рада

село Підгайчики
- Погірцівська сільська рада

село Погірці
село Конюшки-Королівські
село Конюшки-Тулиголівські
село Круковець
село Новий Острів
- Сусолівська сільська рада

село Сусолів
село Задністряни
село Малинів
село Подільці
- Чайковицька сільська рада

село Чайковичі
село Колбаєвичі
- Луківська сільська рада

село Луки
село Острів
село Чернихів
село Загір'я
- Купновицька сільська рада

село Купновичі
село Ваньковичі
село Нижнє
- Вощанцівська сільська рада

село Вощанці
село Канафости
- Михайлевицька сільська рада

село Михайлевичі
село Вістовичі
село Шептичі
- Никловицька сільська рада

село Никловичі
село Загір'я
село Орховичі
- Новосілко-Гостиннівська сільська рада

село Новосілки-Гостинні
село Долобів
село Хлопчиці
- Роздільненська сільська рада

село Роздільне
- Вишнянська сільська рада

село Вишня
село Яремків

## Склад ради
Рада складається з 26 депутатів та голови.

### Керівний склад попередніх і теперішнього скликаня
| ПІБ                        | Основні відомості                                                | Дата обрання | Дата звільнення |
| -------------------------- | ---------------------------------------------------------------- | ------------ | --------------- |
| Лозинський Іван Михайлович | Міський голова, 1972 року народження, освіта вища, економічна    | 25.10.2020   |                 |
| Лозинський Іван Михайлович | Міський голова, 1972 року народження, освіта вища, економічна    | 25.10.2015   |                 |
| Лозинський Іван Михайлович | Міський голова, 1972 року народження, освіта вища, без партійний |              |                 |

Примітка: таблиця складена за даними джерела